# Mellika Melouani Melani
Mellika  Melouani Melani, född Mallika Melouani 12 december 1973 i Stockholm, är en svensk skådespelare och regissör. År 2011 blev hon utsedd till konstnärlig ledare för Folkoperan i Stockholm.

## Biografi
Mellika Melouani Melani gick ut från Teaterhögskolan i Göteborg år 1998 och har därefter haft engagemang på bland annat Göteborgs stadsteater, Stockholms Stadsteater, Dramaten och Riksteatern. Melani debuterade som regissör med Vem ska trösta Mona eller Sveriges förlorade heder på Teater Tribunalen år 2002, en pjäs om problematiken kring hedersmord, rasism etc i spåren efter mordet på Fadime Sahindal samma år; hon har i sitt arbete också påverkats av sin kulturella bakgrund i den nordafrikanska kulturen. Därefter har hon till stor del fortsatt som regissör och väckt uppmärksamhet med sin nytolkande teaterform, bland annat Ebberöds bank på Teater Tribunalen (2007), Woyzeck på Radioteatern (2008), en annorlunda tolkning av operahistorien Rigoletto i Rigoletto - djurisk åtrå på Uppsala Stadsteater (2008), Ulrike Maria Stuart av Elfriede Jelinek på Teater Tribunalen våren 2009, Vi som är hundra på Göteborgs Stadsteater (2009 ) och en annorlunda tolkning av operan Carmen på Backateatern i Göteborg. 
År 2011 blev hon konstnärlig ledare för Folkoperan, där hon bland annat regisserade en uppsättning av Verdis Maskeradbalen hösten 2012 och stod för konceptet till Folkoperans uppsättning av Carl Orffs Carmina Burana, där sju åttioåriga damer fick en framträdande roll.
Hennes uppsättningar har inbjudits till festivaler i Sverige och internationellt, såsom Göteborgs dans och teaterfestival 2008, Baltic Circle 2004 och 2007 och Wiesbadens anrika Internationale Maifestspiele Wiesbaden 2010. För uppsättningarna Carmen, Babel och Arabiska Mäns Mobbade Kroppar tilldelades hon Svenska Teaterkritikernas pris 2010.

## Teater

### Regi (ej komplett)
| År   | Produktion                                      | Upphovsmän                                                | Teater                               |
| ---- | ----------------------------------------------- | --------------------------------------------------------- | ------------------------------------ |
| 2007 | Ebberöds bank Ebberød Bank                      | Axel Frische och Axel Breidahl                            | Teater Tribunalen                    |
| 2008 | Rigoletto                                       | Giuseppe Verdi och Francesco Maria Piave                  | Uppsala Stadsteater                  |
| 2009 | Carmen                                          | Georges Bizet, Henri Meilhac och Ludovic Halévy           | Backateatern                         |
| 2011 | Köpmannens kontrakt Die Kontrakte des Kaufmanns | Elfriede Jelinek                                          | Dramaten                             |
| 2012 | Maskeradbalen Un ballo in maschera              | Giuseppe Verdi och Antonio Somma                          | Folkoperan                           |
| 2013 | Att begära Tre Systrar Три сeстры, Tri sestry   | Anton Tjechov                                             | Göteborgs Stadsteater                |
| 2016 | Fadren                                          | August Strindberg                                         | Kulturhuset Stadsteatern             |
| 2019 | Skapelsen Die Schöpfung                         | Joseph Haydn och Gottfried van Swieten                    | Kulturhuset Stadsteatern/ Folkoperan |
| 2019 | Tolvskillingsoperan Die Dreigroschenoper        | Bertolt Brecht och Kurt Weill Översättning Magnus Lindman | Kulturhuset Stadsteatern/ Folkoperan |
| 2021 | Idlaflickorna                                   | Kristina Lugn Bearbetning Mellika Melouani Melani         | Göteborgs stadsteater                |
| 2024 | Titta en älg                                    | Kristina Lugn Bearbetning Mellika Melouani Melani         | Dramaten                             |

## Filmografi (urval)
- 2002 – Mantra
- 2005 – Sex hopp och kärlek
- 2006 – Fallet G